# Adoxografía

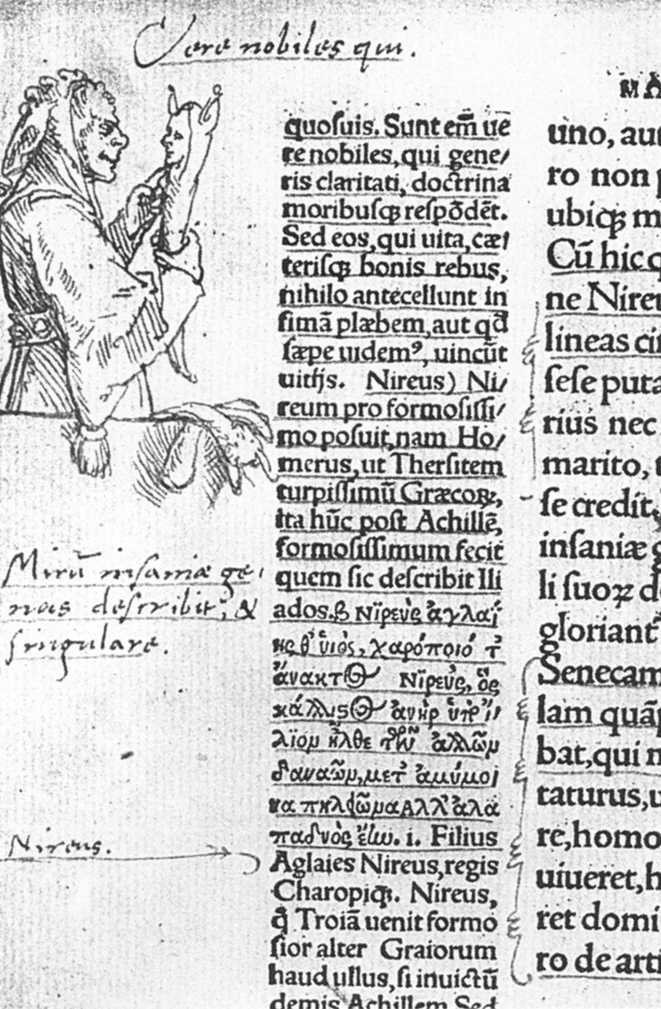
Ejemplar de la edición de 1515 del Elogio de la locura de Erasmo.

Adoxografía es un término proveniente del idioma inglés y acuñado a finales del siglo XIX, que significa "elogio de una materia trivial o básica". Define una forma de ejercicio retórico en la que "los legítimos métodos del encomio se aplican a personas u objetos que en sí mismos son obviamente no merecedores de ese halago, por ser triviales, feos, inútiles, ridículos, peligrosos o viciosos". Arthur S. Pease rastrea los inicios de la adoxografía hasta la defensa de Elena de Troya atribuida a Gorgias, citando asimismo El asesinato considerado como una de las bellas artes de De Quincey y A través del espejo de Lewis Carroll como ejemplos modernos. Pease sugiere también que esta habilidad retórica se enseñaba en la antigua Grecia, donde las materias elogiadas incluían la ceguera, la sordera, la gota, la vejez, la negligencia, el adulterio, las moscas, los mosquitos, las chinches, el humo o el estiércol.
Este arte fue redescubierto durante el auge de la retórica que tuvo lugar durante el siglo XVI. Entre los ejemplos más conocidos e influyentes se suele citar el Elogio de la locura de Erasmo de Róterdam.
El primer tratado en inglés sobre la materia es The defence of contraries (1593), de Anthony Munday, una traducción de las Paradojas del francés Charles Estienne, basado en las Paradossi de Ortensio Landi. Contenía ensayos que elogiaban, entre otras cosas, la pobreza, la embriaguez o la estupidez. Walter Olson, cita el siguiente pasaje de Sadakat Kadri, en The Trial: A History, from Socrates to O.J. Simpson: "Los niños de la época isabelina... eran instruidos habitualmente en adoxografía, el arte de elogiar de un modo erudito las cosas sin valor". El pasaje viene a colación en el caso del juicio por traición contra Walter Raleigh. Este es el período de la historia inglesa en la que el juicio con jurado asumió su forma moderna, y Kadri más tarde muestra que la habilidad de elogiar causas aparentemente sin valor ha sido una habilidad capital en el ejercicio de la abogacía durante siglos. Se podría considerar como célebres adoxógrafos a hombres como Cicerón o Clarence Darrow.